# Afroroncus sulcatus
Espèce
Afroroncus sulcatus est une espèce de pseudoscorpions de la famille des Ideoroncidae.

## Distribution
Cette espèce est endémique du Kenya. Elle se rencontre vers Ishiara.

## Description
Les mâles mesurent de 1,7 à 2,2 mm et la femelle 2,7 mm.

## Publication originale
- Mahnert, 1981 : Die Pseudoskorpione (Arachnida) Kenyas. I. Neobisiidae und Ideoroncidae. Revue Suisse de Zoologie, vol. 88, no 2, p. 535-559 (texte intégral) (de).